# Liste der Monuments historiques in Saint-Hilaire-le-Petit
Die Liste der Monuments historiques in Saint-Hilaire-le-Petit führt die Monuments historiques in der französischen Gemeinde Saint-Hilaire-le-Petit auf.

## Liste der Objekte
| Bezeichnung                | Beschreibung                                                       | Standort                        | Kennzeichnung | Schutzstatus    | Datum  | Bild |
| -------------------------- | ------------------------------------------------------------------ | ------------------------------- | ------------- | --------------- | ------ | ---- |
| Skulptur Heilige Philomena | Holz, farbig gefasst, 17. Jahrhundert                              | in der Kirche St-Hilaire (Lage) | PM51002520    | Inscrit         | 1977   |      |
| Skulptur Heilige Agatha    | bezeichnet 1598; vermutlich während des Ersten Weltkriegs zerstört | in der Kirche St-Hilaire (Lage) | PM51001596    | Classé gelöscht | ? 1959 |      |
| Skulptur Heiliger Rochus   | Stein, 17. Jahrhundert                                             | in der Kirche St-Hilaire (Lage) | PM51000975    | Classé          | 1977   |      |
| Taufbecken                 | Stein, 12. Jahrhundert                                             | in der Kirche St-Hilaire (Lage) | PM51000976    | Classé          | 1977   |      |